# Bert Appermont
Bert Appermont est un compositeur belge né le 27 décembre 1973 à Bilzen (Belgique).

## Biographie
Bert Appermont a étudié le contrepoint, la fugue, l'orchestre et la réalisation de HaFaBra (Harmonie Fanfare Brass Band) dans les classes de Edmond Saveniers et Jan van der Roost à l'Institut Lemmens de Louvain. En 1998, il a terminé ses études avec un double master dans l'éducation musicale et les conducteurs HaFaBra, et obtient ensuite sa maîtrise en « Music Design for Film & Television » de l'école des Médias de Bornemouth en Angleterre. Il a perfectionné ses techniques de composition, avec le compositeur néerlandais Daan Manneke.
Il a travaillé en tant que compositeur, musicien et arrangeur. Il enseigne à la Katholieke Hogeschool de Limbourg et travaille en tant que professeur invité pour différentes organisations et pour des cours de formation.
Inspiré par Jan Cober, il a travaillé comme compositeur et chef invité. Comme compositeur, il a écrit non seulement deux comédies musicales, mais aussi quelques 40 pièces pour chœur, orchestre de chambre, orchestre d'harmonie et orchestre symphonique. Il a écrit un certain nombre de chansons pop, de musique pour théâtre et de musique pour les enfants.
Il est connu comme virtuose. Bert Appermont maîtrise l'instrumentation. Plusieurs de ses œuvres sont basées sur des légendes, des mythes ou des thèmes historiques. En juin 2007, sa composition Fantasia per la Vita e la Morte a remporté le premier prix du concours de composition de Torrevieja, en Espagne. Ses œuvres ont été jouées dans plus de 20 pays, et ses compositions ont été enregistrées sur CD par des orchestres en provenance de pays comme le Japon, la Suisse, les Pays-Bas, le Danemark, l'Allemagne, l'Italie, l'Espagne ou bien de son propre pays, la Belgique.

## Quelques œuvres
- Pour orchestre d'harmonie :
  - Cantiphonia, concerto pour euphonium ;
  - Colors, pour trombone soliste ;
  - Saga Candida ;
  - Saga Maligne ;
  - Symphonie no 1 : Gilgamesh ;
  - Fantasia per la Vita e la Morte.
- Pour orchestre symphonique :
  - Lied der Köningen ;
  - Symphonie no 1 : Gilgamesh.
- Pour ensemble de musique de chambre :
  - The darkest hour, pour piano ;
  - Little Rhapsody, pour clarinette et piano ;
  - Summer Serenade, pour flûte traversière et piano ;
  - Sketches of spring, pour trompette, cor, trombone ou euphonium et piano ;
  - Seaside Suite, pour quartet de saxophones ;
  - The Prodigy, pour quartet à cordes.
- Pour chœur :
  - Heijamano ;
  - Kom en Zing ;
  - Ave Verum ;
  - Missa Aeterna.
- Comédies musicales :
  - Toen niemand iets te doen had ;
  - Zaan van Satan.
- Musique théâtrale :
  - De Jongen van Zee, pour 2 acteurs et quartet de saxophones ;
  - Luna van de Boom, pour narrateur, voix, piano, clarinette, flûte, guitare basse et percussions.